# 濱口道成
濵口 道成（はまぐち みちなり、1951年2月19日 - ）は、日本の医学者。専門は、腫瘍生物学、腫瘍生化学、細胞生物学。名古屋大学医学部学部長等を経て、2009年より2015年まで名古屋大学総長。2015年より科学技術振興機構（JST）理事長。2022年より日本医療研究開発機構（AMED）先進的研究開発戦略センター長。

## 経歴
出生から修学期
1951年、三重県伊勢市で生まれた。1969年に三重県立伊勢高等学校を卒業し、名古屋大学医学部医学科へ進学した。1975年に卒業し、名古屋大学大学院へ進学。1980年、学位論文『P-Fluorophenylalanine存在下におけるインフルエンザウイルスNucleoprotein抗原の核内蓄積機構の解析』を提出して医学博士号を取得し、医学研究科博士課程を修了。
医学研究者として
1980年、名古屋大学医学部附属癌研究施設助手に採用された。その後、下記職歴を歴任。2009年、名古屋大学総長に就任。
職歴
- 1980年 名古屋大学医学部附属癌研究施設助手
- 1983年 名古屋大学医学部附属病態制御研究施設助手
- 1984年 名古屋大学医学部附属病態制御研究施設助教授
- 1985年 米ロックフェラー大学分子腫瘍学講座研究員
- 1993年 名古屋大学医学部附属病態制御研究施設教授
- 1997年 名古屋大学アイソトープ総合センター分館長
- 2001年 名古屋大学大学院医学研究科附属病態制御研究施設教授
- 2002年 名古屋大学大学院医学研究科附属病態制御研究施設長
- 2003年 名古屋大学大学院医学系研究科附属神経疾患・腫瘍分子医学研究センター教授
- 2004年 名古屋大学大学院医学系研究科附属医学教育研究支援センター長
- 2005年 名古屋大学大学院医学系研究科長・医学部長
- 2009年 名古屋大学総長
- 2015年 国立研究開発法人科学技術振興機構理事長、文部科学省科学技術・学術審議会会長[3]
- 2020年 国立研究開発法人協議会副会長、国立研究開発法人協議会連携協力分科会長[4]
- 2022年 国立研究開発法人日本医療研究開発機構先進的研究開発戦略センター長[5]

### 委員・役員ほか
- 文部科学省科学技術学術審議会会長
- UNESCO国内委員会会長
- 日本癌学会評議員
- 日本生化学会評議員
- 日本ウイルス学会評議員
- 愛知県がん研究振興財団理事
- 愛知県医療審議会会長
- 全国医学部長病院長会議理事
- 中京独立戦略本部本部員

## 研究内容・業績
癌研究では、2007年、RNA干渉を利用して、治療が困難とされる胆管癌を選択的に縮退することに、マウスの実験で成功したことでも知られる。名古屋大学学長としてはアジアへのサテライトキャンパスの展開などでマネジメント能力を高く評価された。

## 著作
訳書
- 『アット・ザ・ヘルム：自分のラボをもつ日のために』キャシー・バーカー（英語版）著、田口マミ子・小沢元彦・鶴戸嘉明訳、メディカル・サイエンス・インターナショナル 2004
- 『ラボ・ダイナミクス：理系人間のためのコミュニケーションスキル』カール M.コーエン,スザンヌ L.コーエン著、メディカル・サイエンス・インターナショナル 2007